# Monte d'Alma
Monte d'Alma este o arie protejată (arie specială de conservare — SAC, sit de importanță comunitară — SCI) din Italia întinsă pe o suprafață de 5.843 ha, integral pe uscat.

## Localizare
Centrul sitului Monte d'Alma este situat la coordonatele 42°52′39″N 10°50′46″E / 42.8775°N 10.846111°E.

## Înființare
Situl Monte d'Alma a fost declarat sit de importanță comunitară în iunie 1995 pentru a proteja 20 de specii de animale. Situl a fost protejat și ca arie specială de conservare în decembrie 2016.

## Biodiversitate
Situată în ecoregiunea mediteraneană, aria protejată conține 17 habitate naturale: Păduri mixte riverane de Quercus robur, Ulmus laevis și Ulmus minor, Fraxinus excelsior sau Fraxinus angustifolia, de-a lungul marilor râuri (Ulmenion minoris), Lagune de coastă, Pajiști carstice calcaroase sau bazofile, de Alysso-Sedion albi, Păduri de Quercus suber, Păduri panonice-balcanice de stejar turcesc - stejar sesil, Pășuni mediteraneene udate de apa mării (Juncetalia maritimi), Stepe sărăturate mediteraneene (Limonietalia), Faleze cu vegetație de Limonium spp. endemic de pe coastele mediteraneene, Formațiuni scunde de Euphorbia în apropierea falezelor, Pajiști umede mediteraneene cu ierburi înalte de Molinio-Holoschoenion, Păduri de stejar alb estice, Pajiști uscate seminaturale și facies de acoperire cu tufișuri pe substraturi calcaroase (Festuco-Brometalia) (* situri importante pentru orhidee), Matorral arborescenți cu Juniperus spp., Păduri de Castanea sativa, Tufărișuri halofile mediteraneene și termo-atlantice (Sarcocornetea fruticosi), Păduri de Quercus ilex și Quercus rotundifolia, Pseudostepă cu ierburi și specii anuale de Thero-Brachypodietea.
La baza desemnării sitului se află mai multe specii protejate:
- păsări (10): caprimulg (Caprimulgus europaeus), șerpar (Circaetus gallicus), erete vânăt (Circus cyaneus), vânturel roșu (Falco tinnunculus), sfrâncioc roșiatic (Lanius collurio), sfrâncioc cu cap roșu (Lanius senator), ciocârlie de pădure (Lullula arborea), mierlă albastră (Monticola solitarius), ciuf-pitic (Otus scops), Phalacrocorax aristotelis desmarestii
- amfibieni (2): Salamandrina terdigitata, Triturus carnifex
- mamifere (2): liliac cu aripi lungi (Miniopterus schreibersii), liliacul mare cu potcoavă (Rhinolophus ferrumequinum)
- nevertebrate (3): Euplagia quadripunctaria, rădașcă (Lucanus cervus), Melanargia arge
- reptile (3): țestoasa de baltă (Emys orbicularis), Euleptes europaea, țestoasă bănățeană (Testudo hermanni)

Pe lângă speciile protejate, pe teritoriul sitului au mai fost identificate 8 specii de plante, 3 specii de mamifere, 4 specii de nevertebrate, 3 specii de reptile.